# 塞浦路斯戰士全國組織
塞浦路斯戰士全國組織（希臘語：Εθνική Οργάνωσις Κυπρίων Αγωνιστών），简称EOKA（/eɪˈoʊkə/）是一個塞浦路斯希腊人民族主義遊擊組織，為結束英國在塞浦路斯的統治而斗争，並希望最終與希臘合併。